# Þorvaldur Thoroddsen
Þorvaldur Thoroddsen (6 de junio de 1855 - 28 de septiembre de 1921) fue un geólogo, botánico, climatólogo y geógrafo islandés.

## Biografía
Era hijo del escritor, magistrado, y poeta Jón Thoroddsen, y su esposa, Kristin Olina Thorvaldsdóttir Sivertsen (1833-1879). En 1875, se graduó en la Escuela de Enseñanza de Reykjavík, e inmediatamente fue a Copenhague para continuar sus estudios. Lo hizo en historia natural, y zoología y también mostró un gran interés en geología; esto se amplificó en 1876 cuando sirvió como guía para el geólogo Johannes Frederik Johnstrup en su expedición a Islandia a estudiar Askja y los volcanes de Mývatn.
Sin poder completar sus estudios por razones económicas, Thorvaldur aceptó un puesto docente en Möðruvellir, al norte de Islandia en 1880, trabajando allí hasta 1885 cuando se convirtió en adjunto de la Escuela de Enseñanza. En 1887 se casó con Þóra, hija del obispo Pétur Pétursson. Tuvieron un solo hijo, Sigríður (1888 - 1903). Þóra falleció en 1917.
En 1899, Þorvaldur renunció a su puesto en la Escuela de Enseñanza. El Alþingi le concedió una generosa pensión que le permitió vivir en Copenhague y trabajar en investigación y escritura. En 1894, se le concedió un doctorado honorario por la Universidad de Copenhague; y en 1902 fue nombrado Profesor.

## Obra
Durante su expedición con Johnstrup, Þorvaldur fue seducido por la naturaleza de las grandes zonas deshabitadas de Islandia. Se decidió a investigar la naturaleza de la isla, especialmente su geología, que hasta entonces había sido escasamente estudiada y trazada. De 1881 a 1898 realizó expediciones para recoger datos. Durante su trabajo, Thorvaldur se encontró con las limitaciones de la carta de 1848 de Islandia por Björn Gunnlaugsson. Björn se había concentrado en mediciones precisas sobre las zonas habitadas, quedando una cantidad significativa de trabajo por hacer en la sierra central. En 1901, Þorvaldur publicó una carta geológica de Islandia, donde incorporó sus correcciones a la obra de Björn Gunnlaugsson.
Durante el tiempo que vivió en Copenhague, Thorvaldur escribió una serie de libros y artículos sobre geología y geografía, especialmente en lo referente a Islandia. Inicialmente era un evolucionista liberal pero sus ideas sobre biología y política cambiaron mucho durante su carrera y más tarde puede ser descrito como un muy conservador antievolucionista.

## Honores
En 1906 fue galardonado con la Medalla Charles P. Daly por la Sociedad Geográfica de Estados Unidos.
Entre 2003 y 2009 la Editorial de historia y geografía publicó en cinco volúmenes sus estudios. En los primeros cuatro es de geografía, reproduciendo nuevas imágenes y referencias. El quinto volumen es una discusión detallada de Thorvald y su obra. Existen los siguientes documentos:
- Freysteinn Sigurðsson: „Yfirlit um íslenskar náttúrurannsóknir fram til 1880“.
- Páll Imsland: „Þorvaldur Thoroddsen“
- Páll Imsland: „Landfræðissagan og skyld rit“
- Guðrún Ólafsdóttir: „Landfræðin í Landfræðissögunni“
- Freysteinn Sigurðsson: „Sagnfræðin í Landfræðissögunni“
- Leifur A. Símonarson: „Landfræðissagan og jarðfræðin“
- Karl Skírnisson og Gunnar Jónsson: „Landfræðissagan og dýrafræðin“
- Eyþór Einarsson: „Landfræðissagan og grasafræðin“

(Al final hay un número de archivos inéditos)

## Algunas publicaciones
- Lýsing Íslands. Ágrip, Kmh. 1881, 4+98 pp. — versión más corta de las islas. 2.ª ed. endurbætt, Kmh. 1900. Þriðja útgáfa, aukin og endurbætt, Kmh. 1919, 4+151 pp.

- Oversigt over de islandske Vulkaners Historie, Kbh. 1882, 170 pp.

- Jarðfræði, Rvík 1889, 73 pp. — Sjálfsfræðarinn, 2.ª ed.

- Rauðukambar, Kerlingarfjöll og Kjalvegu: ferðasaga (1888). 64 pp. 1889

- Ferð um Austur-Skaptafellssýslu og Múlasýslur sumarið 1894. 115 pp. 1895

- Landfræðissaga Íslands 1–4, Kmh. 1892–1904. — 2.ª ed. Rvík 2003–2009, con un volumen apéndice, Lykilbók

- Die Geschichte der isländischen Geographie 1–2, Leipzig 1897–1898. Versión alemana de geografía

- Landskjálftar á Íslandi 1–2, Kmh. 1899 og 1905, 4+270 pp. — Fyrra heftið ber titilinn: Jarðskjálftar á Suðurlandi

- Jarðfræðikort af Íslandi, í mælikvarða 1:600.000. 1901

- Island. Grundriss der Geographie und Geologie, Gotha 1905–1906, 4+358 pp. — Con la nueva versión de la carta geológico en mkv. 1:750.000. Poco más detallada en la versión en inglés: Lýsing Íslands

- Æfisaga Péturs Péturssonar dr. theol., biskups yfir Íslandi, Rvík 1908, 4+350 pp.

- Islands klima i oldtiden. Colaboró Fiske Icelandic Collection. 15 pp. 1914

- Lýsing Íslands 1–4, Kmh. 1908–1922. — 2.ª ed. 1.er y 2º volumen, y tercer vol. Rvík 1931–1935. — 3.er. y 4º vol. Landbúnaður á Íslandi. Sögulegt yfirlit

- Ferðabók. Skýrslur um rannsóknir á Íslandi 1882–1898, Kmh. 1913–1915. — 2.ª ed. Rvík 1958–1960, Jón Eyþórsson analizó el problema

- Iceland past and present. Ferðoabók 1: Skýrslur um rannsóknir á Íslandi 1882-1898. Con Björn Þórðarson. Editor Hiðo Islenska Fraeðoafelag, 46 pp. 1913

- Volcanic Eruptions and Earthquakes in Iceland Within Historic Times. 499 pp.

- Árferði á Íslandi í þúsund ár, Kmh. 1916–1917, 4+432 pp. — Estudios de Islandia en Copenhague

- Minningabók 1–2, Kmh. 1922–1923, 180 og 184 pp. — Estudios de Islandia en Copenhague

- Fjórar ritgerðir, Kmh. 1924, 8+132 pp. — Estudios de Islandia en Copenhague

- Die Geschichte der isländischen Vulkane, Kbh. 1925, 18+458 pp. — Real Academia Danesa de Ciencias y Letras gaf út. Escrita entre 1909–1912

- Um uppruna dýrategunda og jurta, Rvík 1998, 331 pp. — Sociedad Literaria Islandesa. Birtist fyrst í Tímariti Hins íslenska bókmenntafélags 1887–1889

- La abreviatura «Thoroddsen» se emplea para indicar a Þorvaldur Thoroddsen como autoridad en la descripción y clasificación científica de los vegetales.[9]